# Il gran giuoco
Il gran giuoco (The Great Gamble) è un serial cinematografico muto del 1919 diretto da Joseph A. Golden. Il film, della durata di 310 minuti, ovvero di trentun rulli, fu distribuito in quindici episodi tutti di due rulli ciascuno tranne i primo, di tre rulli.
Non si conoscono copie ancora esistenti della pellicola che viene considerata presumibilmente perduta.

## Produzione
Il film fu prodotto dalla Western Photoplays Inc. Venne girato a Ausable Chasm, Keeseville, nello stato di New York.

## Distribuzione
Distribuito dalla Pathé Exchange, il serial in 15 episodi uscì nelle sale cinematografiche degli Stati Uniti il 3 agosto 1919. In Italia venne distribuito dalla stessa Pathé a partire dal 1921.

### Episodi
1. The Great Gamble - 3 agosto 1919
2. The Clock of Doom - 10 agosto 1919
3. Into the Chasm - 17 agosto 1919
4. In the Law’s Grip - 24 agosto 1919
5. Draught of Death - 31 agosto 1919
6. Out of the Clouds - 7 settembre 1919
7. The Crawling Menace - 14 settembre 1919
8. The Ring of Fire - 21 settembre 1919
9. Through Iron Doors - 28 settembre 1919
10. Written in Blood - 5 ottobre 1919
11. The Stolen Identity - 12 ottobre 1919
12. The Wolf Pack - 19 ottobre 1919
13. Barriers of Flame - 26 ottobre 1919
14. Under Arrest - 2 novembre 1919
15. Out of the Shadows - 9 novembre 1919

### Censura
Per la versione da distribuire in Italia la censura italiana apportò le seguenti modifiche:
- Nel 4º capitolo sopprimere le scene del collocamento da parte di Jim e dello scoppio di uno speciale apparecchio esplosivo.
- Alla fine del 6º capitolo sopprimere le scene in cui si vede il topo aprire i rubinetti del gas e Ralph che soccombe lentamente all'asfissia.
- Alla fine dell'11º capitolo sopprimere la scena in cui Ralph fora la porta con una sbarra di ferro arroventata.
- Alla fine del 16º capitolo sopprimere la didascalia: "Credo sarebbe meglio non avvertire la polizia ufficiale poiché non abbia bastoni nelle ruote".
- Alla fine del 21º capitolo e al principio del 22° sopprimere le scene nelle quali si vedono Ralph e Maud chiusi nella capanna cui Black ha dato fuoco e donde tentano invano di fuggire.
- Nel 23º capitolo sopprimere la scena in cui si vede Jim che mescola due delle cartine preparate per Morton.[2]